# Byron (Nebraska)
Byron è un comune degli Stati Uniti d'America, situato nello Stato del Nebraska, nella Contea di Thayer.